# Vicente Chapa Olmos
Vicente Chapa Olmos (el Grau de València, 1837 - València, 1902) fou un polític valencià, diputat a les Corts espanyoles durant la restauració borbònica.

## Biografia
El seu pare, Vicente Chapa Escantell (mort el 1877), fou empresari i alcalde d'El Grau. Començà a estudiar dret a la Universitat de València, però no acabà la carrera. Començà militant en el Partit Progressista, però després de la revolució de 1868 va ingressar en el Partit Constitucional. A les eleccions generals espanyoles de 1871 es presentà amb una candidatura monàrquica, però fou derrotat per Emilio Castelar; més sort va tenir a les eleccions generals espanyoles d'abril de 1872, en les que fou elegit diputat pel districte del Mercat de València amb els monàrquics liberals de Práxedes Mateo Sagasta.
Un cop produïda la restauració borbònica va formar part del Partit Liberal Fusionista, amb el que fou elegit diputat per València a les eleccions generals espanyoles de 1881 i 1886. A les de 1893 no va obtenir l'escó degut als enfrontaments interns entre els liberals, malgrat que tenia el suport de Trinitario Ruiz Capdepón. La seva davallada política va significar també el seu declivi econòmic.